# Bisetocreagris parablothroides
Espèce
Synonymes
- Microcreagris parablothroides Beier, 1951

Bisetocreagris parablothroides est une espèce de pseudoscorpions de la famille des Neobisiidae.

## Distribution
Cette espèce est endémique du Viêt Nam.

## Systématique et taxinomie
Cette espèce a été décrite sous le protonyme Microcreagris parablothroides par Beier en 1951. Elle est placée dans le genre Bisetocreagris par Ćurčić en 1983.

## Publication originale
- Beier, 1951 : Die Pseudoscorpione Indochinas. Mémoires du Muséum National d'Histoire Naturelle, Paris, nouvelle série, vol. 1, p. 47-123.